# Catona
Catona (A Catuna in dialetto reggino), insieme ai quartieri Salìce, Rosalì e Villa San Giuseppe, fa parte della VIII circoscrizione del comune di Reggio Calabria. Con circa 15 000 abitanti è nella zona costiera il quartiere più a nord della città, confina a nord con Villa San Giovanni, a sud con Gallico; si affaccia sullo stretto di Messina. Dal 1811 e fino al 1927 ha costituito un comune autonomo. Catona significa "(luogo) sotto i monti" (Kato vouna - Kat'ouna, toponimo presente anche in Grecia).
Sull’origine del nome di questo abitato sono state avanzate molteplici, talora fantasiose ipotesi, in mancanza di attestazioni storiche o epigrafiche (“luogo di coltivazione del cotone”; luogo visitato da Catone; luogo katà eikòna, “presso la statua”), prive però di riscontri attendibili. Ragionevole appare dunque  il collegamento col greco kàto (in basso), che indicherebbe un “sotto" e vouna -leggi vuna- montagne. Il toponimo Katùna è presente  in Epiro-Etolia e a Lefkada, sul versante est dell'isola a pochi km dal capoluogo.

## Storia
In epoca romana si ritiene che fosse situata la stazione d'imbarco per la Sicilia detta "ad fretum ad statuam". Infatti a Catona giungeva la romana Via Popilia. Nel 1283 fu devastata durante la guerra del Vespro.Dante Alighieri, nel canto VIII del Paradiso, menziona il quartiere di Catona:
(Dante Alighieri)
Attraverso la storia di Carlo Martello d'Angiò, che morì prematuramente senza essere incoronato re di Napoli pur conoscendo le sue terre, Dante descrive il regno come un triangolo i cui punti estremi sono costituiti da Bari a est, da Gaeta a ovest, e da Catona a sud. Un tempo infatti Catona era una roccaforte importante e fu teatro delle guerre tra Angioini e Aragonesi. Ausonia è un eponimo che indica l'Italia. Inoltre, anche Giovanni Boccaccio, in una nota della Commedia di Dante Alighieri, menziona Catona «(…) Tra Messina in Cicilia e una punta di Calavria, ch’è di rincontro ad essa, chiamata Capo di Volpe, non guari lontana ad una terra chiamata Catona e a Reggio, è uno stretto di mare pericolosissimo (…)».
L'ordinamento amministrativo disposto dal Generale Championnet nel 1799 includeva Catona nel Dipartimento della Sagra, Cantone di Reggio. Nel 1807 la legge francese ne faceva un Capoluogo di Governo e nel 1811, quale comune con la frazione di Salice, veniva incluso nel circondario di Villa San Giovanni. Infine, nel 1927, perdendo l'autonomia comunale, veniva aggregato al Comune di Reggio Calabria

## Manifestazioni
Molto importante nel panorama culturale reggino è Catonateatro con appuntamenti teatrali e musicali ogni anno presso l'Arena Neri sul lungomare di Catona. Molto importante è la ricorrenza della processione dedicata a San Francesco da Paola che si svolge la seconda domenica successiva alla Domenica di Pasqua e in estate la processione dei Sacri Cuori di Gesù e Maria. 

## Economia

### Turismo
La spiaggia di Catona, lunga 1,5 km, è tra i siti di importanza comunitaria ovvero località di rilevante interesse ambientale in ambito CEE (Spiaggia di Catona IT9350183); formata da una sabbia di color bianco di granatura media e risulta gradevole per il bagnante. Il mare è trasparente, cristallino, freddo e normalmente calmo (a meno che non ci sia vento di scirocco).La spiaggia di Catona presenta una caratteristica, basta scavare una buca nella sabbia per trovare acqua dolce, anche sulla battigia. Alcuni collegano questo fenomeno al più famoso miracolo di San Francesco.
La leggenda vuole che nell'anno 1464 Francesco da Paola, non avendo potuto pagare il traghettamento, partendo dalla spiaggia del quartiere di Catona, attraversò lo Stretto sul proprio mantello insieme ad un suo confratello. Una nota raffigurazione dell'evento è nell'arazzo di Edward Steinle conservato in Vaticano alla Galleria delle Carte Geografiche. La tradizione francescana ha fatto sorgere a Reggio, proprio nel quartiere Catona, il convento dei Minimi, edificato nel 1629 che, dopo varie ricostruzioni, è tuttora esistente. Il miracolo di San Francesco è ricordato sul lungomare Catona con un monumento di notevoli dimensioni (circa 15 m) ad opera di G. Polimeni. Un altro monumento in pietra arenaria che raffigura il Santo mentre naviga sul mantello con il suo accompagnatore, scolpito nel 1702, si trova collocato nel punto della costa dove originariamente avvenne il prodigio.
Dopo essere stato gravemente colpito dal Terremoto del 1908, nel 1927 Catona cessò di essere comune autonomo e fu aggregato alla "Grande Reggio".

## Monumenti, luoghi d'interesse e sport

### Trasporti
A Catona è presente un servizio di autobus che collega il quartiere con il centro cittadino mediante le seguenti linee:
- 102 Catona Concessa-Terminal Botteghelle;
- 103 Catona Bolano - Terminal Botteghelle;
- 101 Arghillà Sud - Piazza Garibaldi.

In alternativa è possibile usare la stazione ferroviaria di Catona. La cittadina è collegata pure dall'autostrada A2.

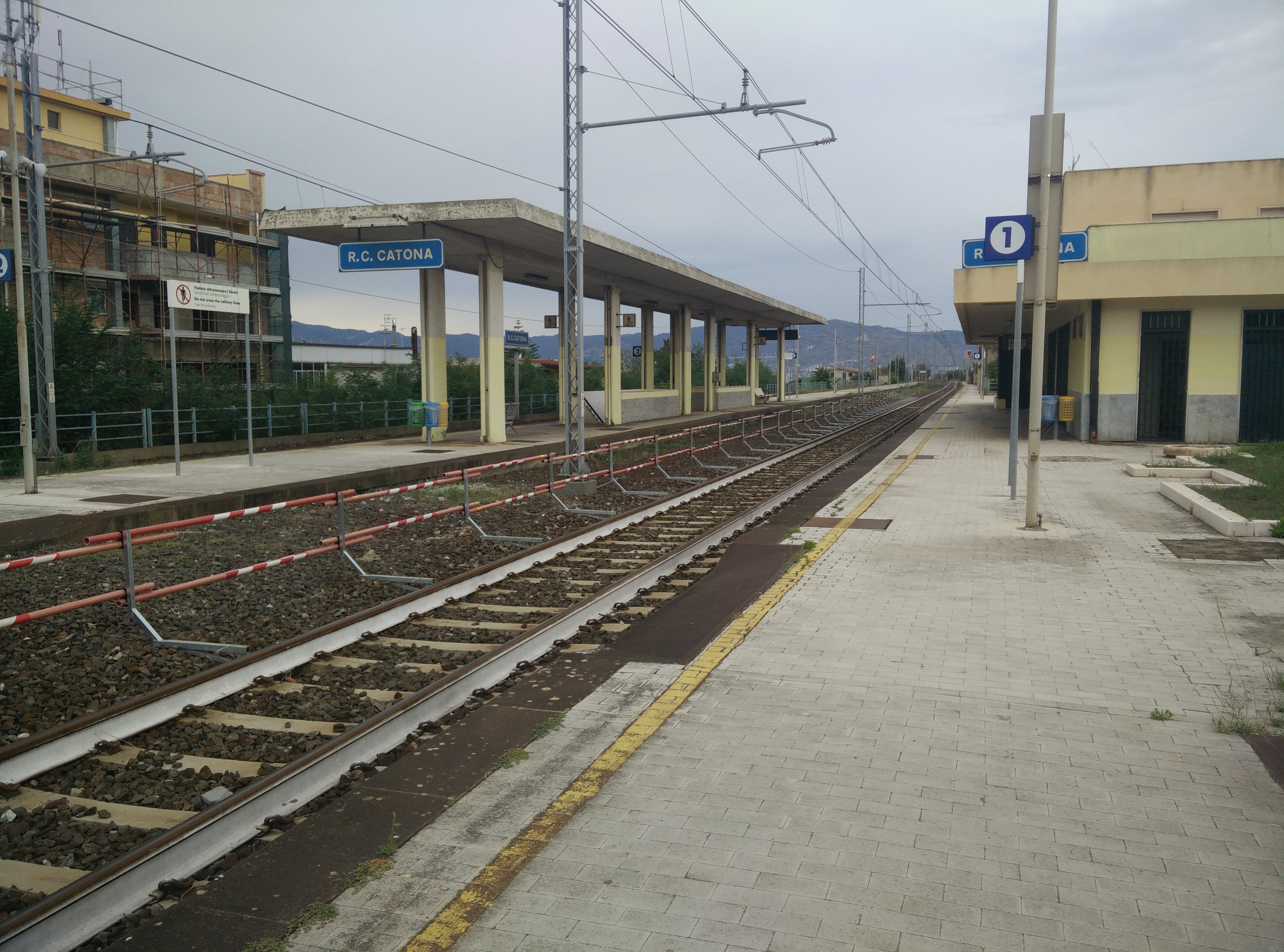
Stazione ferroviaria catona

### Scuole
- Istituto comprensivo "Radice - Alighieri"

È strutturato in cinque plessi di Scuola dell’Infanzia, cinque plessi di Scuola Primaria, e due plessi di Scuola Secondaria di primo grado dislocati nelle varie frazioni del territorio comunale (Salice, Rosalì, Arghillà, Villa San Giuseppe, Villa Mesa, Catona Marina, Catona centro).

### Università
- Scuola superiore per mediatori linguistici "Don Domenico Calarco"

Nata nel 1982 come Scuola Superiore per Interpreti e Traduttori grazie all’intuizione e alla lungimiranza del Prof. don Domenico Calarco

### Ricerca
- Istituto zooprofilattico sperimentale del Mezzogiorno

L'attività di ricerca si sviluppa su diversi fronti in collaborazione con altre istituzioni del settore (Università, Istituto Superiore di Sanità, Istituti di Ricerca nazionali ed internazionali ed Enti Parco) e dà origine ad un'ampia produzione scientifica nei settori della sanità animale, dell'igiene degli alimenti e della tutela ambientale.

### Piazze
- Piazza Matteotti
- Piazza Collegiata (Duomo)
- Piazza Le tre fontane
- Piazza Mercato
- Piazza dei Marinai
- Piazza la Rotonda
- Piazzetta Dante Alighieri
- Piazza Umberto I (situata in località Villa san Giuseppe)
- Piazza Don Italo Calabrò (situata in località Arghillà)
- Piazza Chiesa nuova (situata in località Rosalì)
- Piazza Municipio (situata in località Salice)

### Statue e monumenti commemorativi
- Monumento ai marinai caduti in mare

Costruito nel 2000, opera dello scultore Gennaro Carresi.
- Monumento ai caduti

Costruito nel 1937, il monumento è formato da un basamento quadrangolare dove poggia il piedistallo con iscrizione dei nomi dei caduti della prima guerra mondiale; in alto vi è l'aquila con le ali spiegate, mentre a sinistra vi è la figura allegoria della vittoria. Situato in Piazza Matteotti Catona.
- Monumento ai caduti

Situato in loc Rosalí
- Monumento Dante Alighieri
- Monumento San Francesco di Paola

Monumento di notevoli dimensioni (circa 15m) ad opera di G. Polimeni
- Busto dott. Walter Flesca

Situato sul lungomare, realizzato dallo scultore Rosario La Seta
- Fontana monumentale

Situata a Villa san Giuseppe e costruita nel 1875.

### Vie principali
- Via Musolino (fu via Nazionale)
- Via Mercato
- Via Antonio Scopelliti
- Via Risorgimento
- Via Regina Elena
- Via dei Garibaldini

- Lungomare "Enzo Laganà"
- Via Consortile
- Via Figurella
- Via dei Monti
- Via Emilia
- Via Modenelle
- Via Romana
- via del Re
- Via Antonino Spinelli

### Architetture civili pubbliche e private
- Palazzo Spinelli
- Palazzo Ranieri

La tradizione vuole che l'antico palazzo Ranieri sia stato costruito sulle vecchie rovine del Palazzo reale di Carlo d'Angiò. L'esistenza del Palazzo di Carlo I a Catona è documentato nei《Regesti》di Carlo I d'Angiò.
- Palazzo del Municipio
- Centro diurno “Laboratori Sociali”

- Lido dello Stretto

Nato nel 1959, sulla spiaggia ci sono aree ludiche attrezzate per bambini,due campi di Beach Volley, servizi igienici e docce.All'interno della struttura si trovano un bar-gelateria, un fast food,una sala da ballo.
- Regent Hotel

La struttura si affaccia sulla Riviera della Fata Morgana. All 'interno vi è un Ristorante,uno Spazio Congressi, una Sala Ricevimenti. Dal bordo della piscina, passando dal Ristorante “Green Lemon” , si arriva alla spiaggia privata ed al Ristorante/Pizzeria.
- Antico Mulino

Situato in loc. Rosalí

### Teatri
- Arena "Alberto Neri"

Nata negli anni 1990, struttura in grado di accogliere oltre 1 200 spettatori. Qui si svolge la manifestazione teatrale Catonateatro.

### Aree Naturali
- Parco Ecolandia

È un parco ludico tecnologico e ambientale. Si sviluppa su una collinetta da cui è possibile ammirare il meraviglioso panorama dello Stretto. Il parco si trova in via Antonio Scopelliti, località Arghillà.

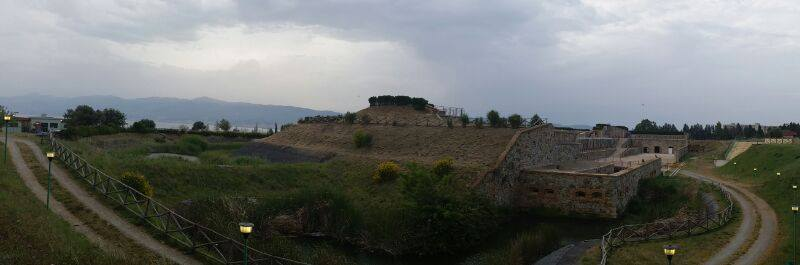
Parco Ecolandia

- Parco verde

Situato in loc. Salice
- Spiaggia Pet Friendly

### Impianti sportivi
- Stadio "Pietro Reitano"

Campo di calcio, fornito di spogliatoio e parcheggio privato. È presente, inoltre, un campo di pallacanestro all'aperto e una tribuna con una capienza di 200 spettatori.
- Palloncino
- Sport Village

Nato nel 2003, la struttura è composta da tre campi da tennis in terra battuta con relative tribune spettatori, due campi polivalenti in erba sintetica, un campo per minibasket, spogliatoi, una palestra, ristorante, area parcheggio.
- Centro sportivo "Arnaldo Marra "di Concessa

Dotato di un campo di calcio a 7.

### Società sportive
Calcio
- A.S.D Catona Calcio, attualmente milita nel campionato di prima categoria

Pallavolo
- Volley Sport Catona, milita in serie B2

### Architetture militari
- Batteria Gullì nel quartiere di Arghillà
- Batteria San Leonardo -  SAN LEONARDO,Quartiere di Catona (RC) posto in Via Figurella fra Palazzo Zagari e la Chiesetta "SS Maria del Carmelo" dove, negli anni '50 e '60 si svolgeva l'antica Festa Rionale "BATUZZI CUNTRADA BELLA" con Carri Allegorici ed abbondanti libagioni prodotti in loco -
- Palazzo Reale di Catona

Nel 1091 la Sicilia venne conquistata da Ruggero il Normanno. Perché riprendesse il porto di Catona il suo ruolo di scalo marittimo e di transito commerciale, Federico II fece edificare un castello sulle colline di Concessa (rione di Catona). Attualmente sono ancora visibili i ruderi e la documentazione dell 'esistenza del castello è contenuta nel Regesto Angioino».
- Torre di avvistamento

Nel secolo XVI vennero edificate delle torri di avvistamento aragonesi lungo le coste della Calabria ed anche a Catona dove venne costruita in località Spontone (rione di Catona). Di essa resta la base, visto che venne smantellata verso la metà del secolo XIX.

### Architetture religiose
- Chiesa di S.Dionigi. Dedicata a San Dionigi Vescovo e Martire, è definita comunemente il “Duomo”, essendo il più grande edificio sacro del quartiere di Catona, fu istituita il 18 settembre 1701 dall’Arcivescovo Giovan Andrea Monreale. È in stile neoclassico con spunti neo romanici. L’interno è a tre navate che comunicano tra di loro per mezzo di archi a tutto sesto, poggianti su colonne quadrate; molto decorata la zona del presbiterio nella quale campeggia un grande Crocefisso che sovrasta la custodia eucaristica.
- Chiesa di San Francesco di Paola La storia della chiesa è intimamente connessa con quella dell'annesso Convento dei Minimi e si presenta in stile romanico.(all'interno della quale è esposto un quadro del pittore contemporaneo calabrese Giuseppe Mainieri)

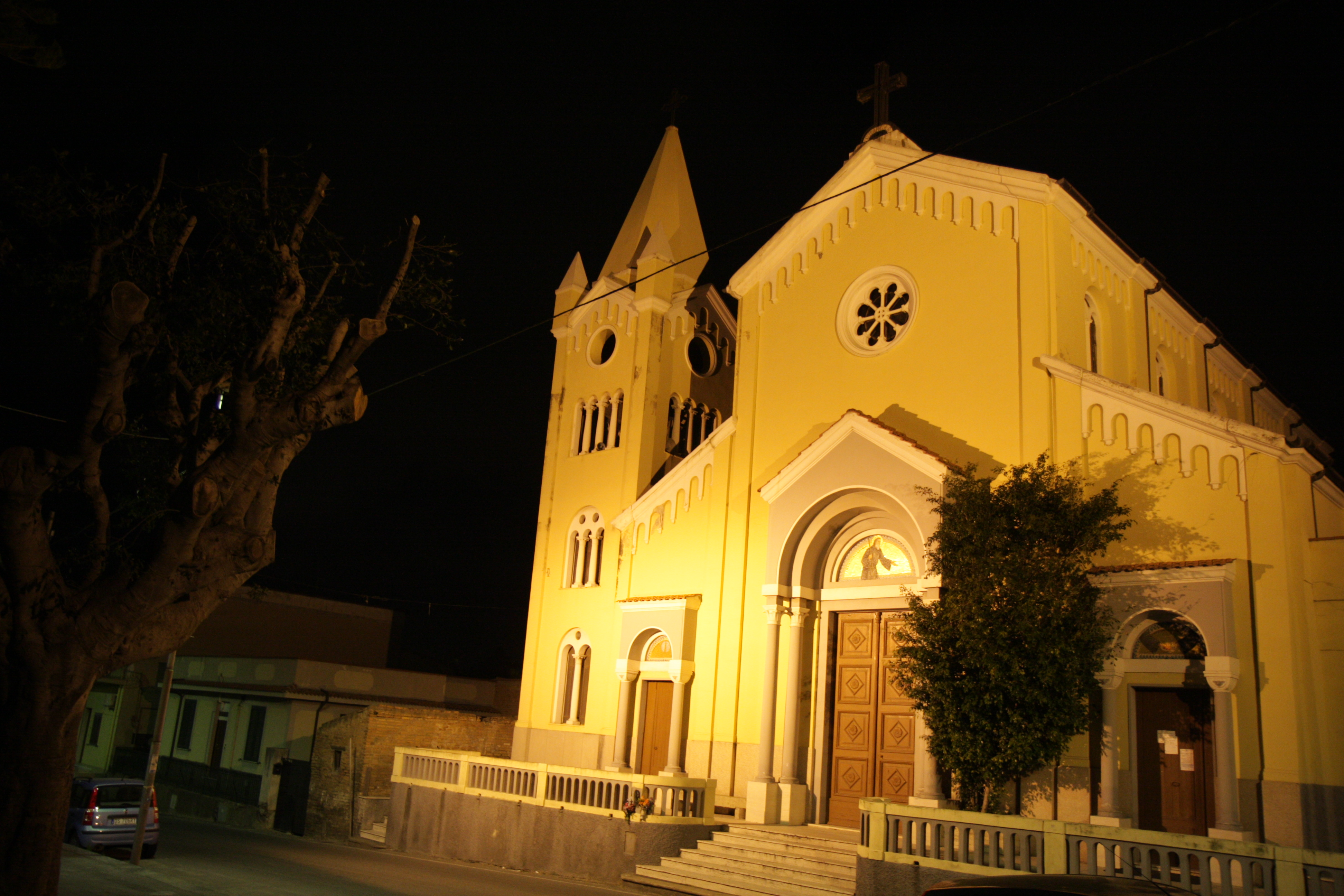
Santuario di San Francesco di Paola

- Chiesa a mare di San Francesco di Paola
- Chiesa di S. Aurelio Vescovo e Martire (Arghillà)
- Chiesa di S. Maria del Buon Consiglio (Concessa)
- Chiesa di S. Maria della Misericordia (Salice)
- Chiesa Madonna del Carmine (Salice)
- Chiesa di San Giuseppe (Villa San Giuseppe)
- Chiesa di San Cono (Rosalì)
- Chiesa di S.Maria d'Itria (Rosalì)
- Istituto delle Figlie di Maria Immacolata (Catona)
- Istituto Suore Figlie Della Chiesa (Arghillà)